# Schachnovelle

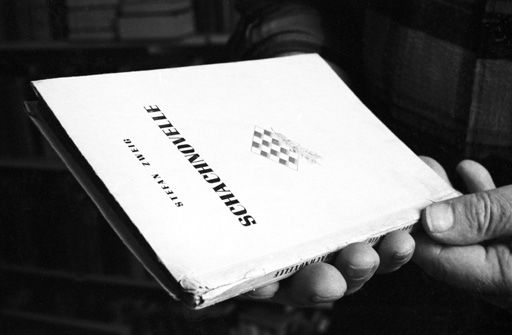
Die deutsche Erstausgabe der Schachnovelle von 1942 in den Händen von Georg P. Salzmann, Bibliothek der verbrannten Bücher

Die Schachnovelle ist eine Novelle von Stefan Zweig, die er 1941 und 1942 im brasilianischen Exil schrieb. Es ist sein letztes und zugleich bekanntestes Werk.
Im Zentrum der Handlung steht die Konfrontation der psychischen Abgründe, die ein ehemaliger Gefangener der Gestapo in sich trägt, mit der oberflächlichen Lebenswelt wohlhabender Reisender. Das Schachspiel hat anfangs nur die Rolle einer bloßen Unterhaltung bzw. eines einträglichen Sports an Bord des Schiffes und erhält erst durch die Figur des Gefangenen Dr. B., der sich während seiner Haftzeit intensiv mit Schach beschäftigt hat, seine tiefere Bedeutung.

## Inhalt

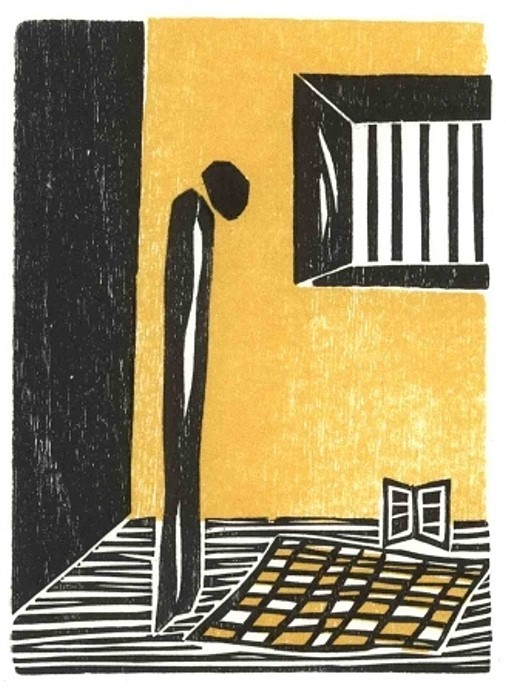
Elke Rehder, Holzschnitt zur Schachnovelle (1996)

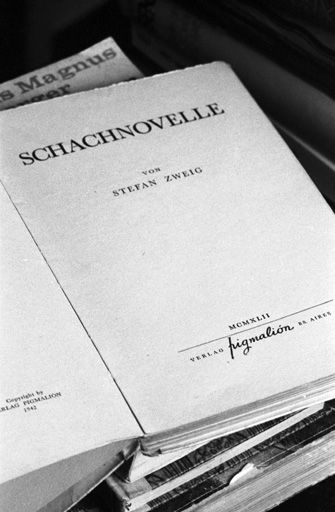
Die aufgeschlagene Erstausgabe der Schachnovelle (1942)

Die Rahmenerzählung spielt an Bord eines Passagierdampfers von New York nach Buenos Aires. Der Ich-Erzähler, ein österreichischer Emigrant, erfährt von einem Bekannten, dass der amtierende Schachweltmeister Mirko Czentovic mit an Bord ist, und versucht, in persönlichen Kontakt mit dem zurückhaltenden und verschlossenen Sprössling einer einfachen Donauschifferfamilie zu treten.
Czentovic wurde als Waise von einem Pfarrer aufgezogen. Doch auch nach jahrelangen Bildungsbemühungen blieb das Kind ein langsamer und ungebildeter Landbursche ohne ersichtliche Begabung, bis er ein durch Zufall zustande gekommenes Schachspiel gegen einen Freund des Pfarrers souverän gewann. In diesem Moment zeigt sich Czentovics außerordentliche Begabung für das Schachspiel.
Damit beginnt Czentovics Aufstieg. Im Alter von zwanzig Jahren erlangt er schließlich den Weltmeistertitel und reist als bezahlter Turnierspieler durch die Welt. Die Tatsache, dass ein einfacher Junge ohne intellektuelle Begabung die gesamte Schachwelt düpiert, andererseits aber auch aus Gewinnstreben gegen Amateure spielt, bringt ihm die Missgunst der Schachspielerzunft ein.
An Bord des Schiffes befindet sich auch ein wohlhabender Tiefbauingenieur namens McConnor. Als dieser von der Anwesenheit des Schachweltmeisters erfährt, setzt er sich in den Kopf, siegreich gegen diesen anzutreten. Czentovic erklärt sich – gegen Zahlung eines Honorars – zu einer Schachpartie bereit, will aber nicht nur gegen McConnor, sondern gegen alle Anwesenden spielen. Der Schachweltmeister gewinnt mühelos die erste Partie, und der ehrgeizige Geschäftsmann verlangt Revanche. Die bereits abzusehende zweite Niederlage McConnors wird durch den spontanen Eingriff eines Fremden abgewendet, der sich Dr. B. nennt und offenbar ein weitaus besserer Spieler ist als McConnor – zumindest verhält sich Czentovic so, als sei jetzt überhaupt erst ein Gegner vorhanden. Die Partie endet Remis. Allerdings ist Dr. B. nicht gewillt, eine weitere Partie zu spielen, was erst recht das Interesse des Ich-Erzählers weckt.
Dieser sucht daraufhin das Gespräch, und Dr. B. erzählt seine Lebensgeschichte: Im Österreich der 1930er Jahre, also im austrofaschistischen Ständestaat, war er Vermögensverwalter des österreichischen Adels und Klerus. Nach dem Einmarsch der Wehrmacht in Österreich 1938 interessierten sich die Nationalsozialisten für ihn, da er Vermögenswerte der Klöster versteckt hatte. Um Einzelheiten über den Verbleib der von ihm verwalteten Vermögensposten zu erlangen, sperrten sie Dr. B. über Monate in Einzelhaft in ein Zimmer des Hotels Metropol in Wien, das zur Gestapozentrale umgebaut worden war. In diesem war ihm jede Ablenkung verwehrt, selbst der Ausblick aus dem Zimmer ging nur auf eine Feuermauer. Nach mehrwöchiger völliger Isolation begann man, ihn zu verhören. Aufgrund der totalen geistigen Deprivation verschlechterte sich Dr. B.s Geisteszustand. 
Während der Wartezeit auf ein Verhör gelang es ihm, aus einem Militärmantel ein Buch zu entwenden. Zu seiner Enttäuschung handelte es sich dabei jedoch nicht – wie erhofft – um anregende Literatur, sondern um eine Sammlung berühmter Schachpartien. Um trotzdem einer geistigen Betätigung nachzugehen, begann Dr. B., der nur während seiner Gymnasialzeit Schach gespielt hatte, in seiner Isolation die Partien nachzuspielen, zuerst auf einem karierten Betttuch, später nur noch rein geistig – was ihm nach einigen Monaten vollständig gelang. Dann begann er, neue Partien gegen sich selbst zu spielen, wozu er zwei unabhängige geistige Instanzen erschuf und dadurch schließlich eine Persönlichkeitsspaltung erlitt. Der Umstand, dass das jeweils unterlegene „Ich“ – er bezeichnete seine beiden Persönlichkeiten als „Ich Schwarz“ und „Ich Weiß“ – nach einer Partie sofort und vehement Revanche forderte, führte bei Dr. B. zu einem Zustand, den er als „Schachvergiftung“ charakterisiert. Er geriet in eine wahnartige Verfassung, griff seinen Zellenwärter an und schlug ein Fenster ein, wobei er sich schwer an der Hand verletzte. Er erwachte im Krankenhaus, wo der ihm wohlgesinnte behandelnde Arzt erreichte, dass er entlassen wurde. 
Dr. B. erfährt dann vom Ich-Erzähler, dass es sich bei seinem Gegner um den Schachweltmeister Czentovic handelt, und lässt sich aus Neugier zu einer Partie gegen diesen überreden – er hat seit seiner Gymnasialzeit keine Partie mehr gegen einen realen Gegner gespielt. Um eine erneute Schachvergiftung zu vermeiden, stellt er die Bedingung, nur eine einzige Partie zu spielen, die er zum allgemeinen Erstaunen souverän gewinnt. Es macht ihn jedoch nervös, dass sich sein Gegner für jeden Zug sehr viel Zeit lässt.
Nach seiner Niederlage bietet Czentovic eine weitere Partie an, worauf Dr. B. sofort eingeht. Während der Meister nun absichtlich extrem langsam spielt, erwacht bei Dr. B. offenbar die Schachvergiftung erneut: er verfällt in typische Verhaltensweisen der Einzelhaft, geht planlos hin und her, verspürt brennenden Durst und herrscht seinen Gegner unhöflich an. Während Czentovic am Zug ist, schweift Dr. B.s rastloser Sinn ab zu anderen Partien, bis reale Spielsituation und die Spiele im Kopf sich mischen. Der Ich-Erzähler, der um dessen geistige Situation weiß, erinnert ihn eindringlich an seine Krankheit und den Vorsatz, nur eine einzige Partie spielen zu wollen. Dr. B. versteht den Hinweis, beendet die Partie durch Aufgabe, entschuldigt sich bei den Anwesenden und erklärt, nie wieder Schach zu spielen.

### Personencharakteristik
Mirko Czentovic: Der amtierende Schachweltmeister. Er tritt als primitiver halbanalphabetischer „Roboter“ auf, der fast automatisch die kalte Schachlogik beherrscht, spielt mit einer Art mechanischer Präzision und hat seit Monaten kein Spiel verloren. Er ist der Sohn eines armen südslawischen Donauschiffers. Nach dem Tod seines Vaters wird er als Zwölfjähriger von einem Pfarrer aufgenommen. Trotz aller Anstrengungen gelingt es dem Pfarrer nicht, Mirko zu erziehen und zu bilden: Er wird als „maulfaules, dumpfes, breitstirniges Kind“ beschrieben, dessen Gehirn nur schwerfällig arbeitet. Er verrichtet zwar alle ihm auferlegten Hausarbeiten, dies aber mit „totaler Teilnahmslosigkeit“. Erst als er sein Talent für das Schachspiel entdeckt, wendet sich sein Schicksal: Aus dem armen und tumben Schifferssohn wird ein höchst erfolgreicher Schachprofi. Der Ich-Erzähler begegnet ihm das erste Mal auf dem Schiff und beschreibt ihn als arroganten, abweisenden und primär an Geld interessierten Charakter.
McConnor: Ein schottischer Geschäftsmann. Er wird vom Ich-Erzähler so dargestellt: „Mister McConnor gehört zu jener Sorte selbstbesessener Erfolgsmenschen, die auch im belanglosesten Spiel eine Niederlage schon als Herabsetzung ihres Persönlichkeitsbewusstseins empfinden […], er ist es gewöhnt, sich im Leben durchzusetzen“. Wenn er Revanche fordert, vermittelt er den „Eindruck eines Boxers kurz vor dem Losschlagen“. Er handelt und lebt nach der Devise: „Ich bezahle die Musik, also bestimme ich auch, was gespielt wird.“ Für ein Honorar spielt Mirko Czentovic eine Schachpartie gegen ihn. McConnor versteht zwar selbst wenig von Schach, erreicht aber mit Hilfe von Dr. B. ein Remis.
Dr. B.: Er ist das genaue Gegenstück zu Mirko Czentovic: kultiviert, intelligent, redegewandt. Dr. B. erweist sich gegenüber dem Ich-Erzähler als aufgeschlossener Gesprächspartner und beginnt ohne direkte Aufforderung einen langen Bericht über seine Vergangenheit, insbesondere seine Gefangenschaft: Während seiner längeren Isolationshaft habe er alle Feinheiten des Schachspiels erlernt, um sich seine intellektuelle Widerstandskraft zu erhalten und nicht dem Wahnsinn zu verfallen. Die fortgesetzte künstliche Situation des Spiels gegen sich selbst führte jedoch zu einem Nervenzusammenbruch, den er unter ähnlichem Stress später erneut erleidet. Es zeigt sich, dass er sich zwar mit Hilfe seines Intellekts vor dem Irrsinn und der Gefangenschaft retten konnte, jedoch Gefangener seiner Rettungsmethode (manisches Schachspielen) geworden ist.
Dr. B. hat während seiner Isolationshaft die Kunst des Blindschachs so sehr trainiert, dass ein Spiel mit Brett und Figuren ihm Probleme bereitet. Im Gegensatz dazu ist Czentovics Blick stets auf das Brett fixiert, um die Partie nachvollziehen zu können.

### Darstellung des Schachspiels
Stefan Zweig selbst war kein guter Schachspieler und verfügte über keine näheren Kontakte zur Schachszene. Der Schriftsteller Ernst Feder schrieb in seinen Erinnerungen an die gemeinsame Zeit mit Zweig im brasilianischen Exil: „Ich bin ein schwacher Spieler, aber seine Kenntnis der Kunst war so gering, daß es mich Mühe kostete, ihn gelegentlich eine Partie gewinnen zu lassen.“ Es wird in der Novelle zwar eine Eröffnungsvariante, die Sizilianische Eröffnung, erwähnt, doch ihre Strategie und Taktik werden nicht näher erklärt.

### Die Schachpartie
|   | a | b | c | d | e | f | g | h |   |
| 8 |   |   |   |   |   |   |   |   | 8 |
| 7 |   |   |   |   |   |   |   |   | 7 |
| 6 |   |   |   |   |   |   |   |   | 6 |
| 5 |   |   |   |   |   |   |   |   | 5 |
| 4 |   |   |   |   |   |   |   |   | 4 |
| 3 |   |   |   |   |   |   |   |   | 3 |
| 2 |   |   |   |   |   |   |   |   | 2 |
| 1 |   |   |   |   |   |   |   |   | 1 |
|   | a | b | c | d | e | f | g | h |   |

Die Beratungspartie von Czentovic gegen die Amateure, in deren Verlauf Dr. B. erstmals ins Geschehen eingreift, erinnert Dr. B. an die Partie von Alexander Aljechin gegen Efim Bogoljubow auf dem Turnier in Bad Pistyan 1922. Sie war Zweig vermutlich aus dem Buch Die hypermoderne Schachpartie von Savielly Tartakower, der in der Schachnovelle als „bewährter Altmeister der Schachkunst“ erwähnt wird, bekannt. Das Buch befand sich in Zweigs Nachlass und gelangte von dort in die Stadtbibliothek von Petrópolis.
In dieser Stellung rät Dr. B. von dem verlockenden Zug c2–c1D ab, durch den Schwarz zwar eine Figur gewinnt, nach La3xc1 Sd3xc1 d6–d7 jedoch im Nachteil bliebe. Stattdessen empfiehlt er den von Bogoljubow in der realen Partie gespielten Zug Kg8–h7, nach dem es einige Züge später zu einem Remis kam.

## Publikationen
Zweig sandte das Typoskript der Schachnovelle kurz vor seinem Suizid an seinen Übersetzer und Freund Alfredo Cahn. Dieser sorgte für eine zeitnahe postume Veröffentlichung in Südamerika.
Im September 1942 erschien eine portugiesische Ausgabe in der Übersetzung von Elias Davidovich und Odilon Gallotti im Verlag Editora Guanabara in Rio de Janeiro. Die Erstausgabe in deutscher Sprache erschien am 7. Dezember 1942 in Buenos Aires in einer limitierten Auflage von 300 Exemplaren. 1944 erschien in New York die erste Übersetzung ins Englische.
In Europa wurde das Werk im Frühjahr 1943 im Stockholmer Exilverlag von Gottfried Bermann Fischer herausgegeben. Im deutschsprachigen Raum hat sich das Buch seit seinem Erscheinen im S. Fischer Verlag 1954 zu einem Dauerbestseller entwickelt.
Ein Typoskript der Erzählung befindet sich seit 2002 als Schenkung in der Reed Library der State University of New York at Fredonia.
Der Reclam-Verlag Stuttgart hat 2013 erstmals die Erzählung in jener Fassung veröffentlicht, in der Stefan Zweig sie hinterlassen hat.

## Rezeption
Das Buch gehört zum Kanon der Weltliteratur, wurde in zahlreiche Sprachen übersetzt und gilt über den deutschsprachigen Raum hinaus als Schullektüre. Es wurde zum Teil kritisch beurteilt, beispielsweise von Christian Bomm. Zweig betrachte den Nationalsozialismus jedoch als bloße Idee und verkenne die Massenarbeitslosigkeit der Weimarer Republik als dessen wirtschaftliche Ursache. Die Täter hätten sich auch im großbürgerlichen Milieu des Dr. B., welches auch Zweig selbst repräsentiere, rasch etablieren können. Mit seinem „Schwarzweißdenken, das Dr. B. als Weltbürger den dumpfen Nazis gegenüberstellt,“ habe Zweig „seiner Nachkriegsleserschaft ironischerweise und unbeabsichtigt die Möglichkeit gegeben, sich durch die bloße Lektüre der Schachnovelle vermeintlich selbst zu rehabilitieren.“ Dies erkläre ihre Beliebtheit und den verlegerischen Erfolg.
2012 bezeichnete der Germanist Rüdiger Görner die Novelle als einen „Glücksfall ausgereifter Erzählkunst“.
Der Historiker Roman Sandgruber sieht im Schicksal des jüdischen Wiener Bankiers Louis Nathaniel von Rothschild, der ab März 1938 insgesamt 14 Monate im Hotel Metropole in Gestapo-Einzelhaft war, das historische Vorbild der Schachnovelle.

## Adaptionen
Der nach der Buchvorlage unter der Regie von Gerd Oswald entstandene Film Schachnovelle hatte 1960 Premiere. Als Hauptdarsteller wirkten Curd Jürgens (Dr. B.) und Mario Adorf (Mirko Czentovic) mit. Die Beratung im Schachspiel übernahm Schachmeister Rudolf Teschner.
Eine weitere Verfilmung durch Philipp Stölzl kam im Herbst 2021 in die Kinos.
Hörbuchfassungen gibt es von Curd Jürgens, Michael Heltau, Reiner Unglaub und Christoph Maria Herbst. Eine Dramatisierung der Novelle erstellte Helmut Peschina. Der spanische Komponist Cristóbal Halffter komponierte 2012 für das Kieler Opernhaus eine Oper zur Schachnovelle. Das Libretto schrieb Wolfgang Haendeler. Die Oper wurde am 18. Mai 2013 in Kiel uraufgeführt.
Die Künstlerin Elke Rehder hat sich in ihren Arbeiten mehrfach in Farbholzschnitten und Grafikmappen mit der Novelle auseinandergesetzt.
In dem Roman Die Schachspieler von Buenos Aires von Ariel Magnus (2018) wird Czentovic als fiktive Person in die Handlungen um die Schacholympiade 1939 eingeführt.
Der Kabarettist Didi Jünemann hat die Schachnovelle 2021 mit 40 großformatigen Illustrationen zeichnerisch dargestellt und dazu ein Hörbuch besprochen.

## Buchausgaben (Auswahl)
- Schachnovelle. Bermann-Fischer, Stockholm 1943; 3. A. ebd. 1949, mit 7 Zeichnungen von Hans Fronius.
- Schachnovelle. S. Fischer, Frankfurt am Main 1954; 14. A. ebd. 1972, ISBN 3-10-097015-2.
- Schachnovelle und andere. Mit einem Nachwort von Manfred Wolter. Insel (= Insel-Bücherei, Band 976), Leipzig 1973.
- Schachnovelle. Fischer Taschenbuch, Frankfurt am Main 1974; Neuausgabe ebd. 2009, ISBN 978-3-596-90225-5.
- Schachnovelle. Mit einem Nachwort von Siegfried Unseld. S. Fischer, Frankfurt am Main 1979, ISBN  3-10-097032-2; Suhrkamp (= Bibliothek Suhrkamp, Band 1348), Frankfurt am Main 2001, ISBN 978-3-518-22348-2.
- Schachnovelle.. Hrsg. von Joseph Kiermeier-Debre. Deutscher Taschenbuch Verlag (= Bibliothek der Erstausgaben, dtv 2688), München 2013, ISBN 978-3-423-02688-8 (orthographisch und grammatikalisch getreuer Nachdruck der Erstausgabe Buenos Aires 1942).
- Schachnovelle. Kommentierte Ausgabe, hrsg. v. Klemens Renoldner. Reclam (= Reclams Universal-Bibliothek 18975), Stuttgart 2013, ISBN 978-3-15-018975-7.
- Schachnovelle. Mit einem Kommentar von Helmut Nobis. Suhrkamp (= Suhrkamp BasisBibliothek 129), Frankfurt am Main 2013, ISBN 978-3-518-18929-0.